# CriCri

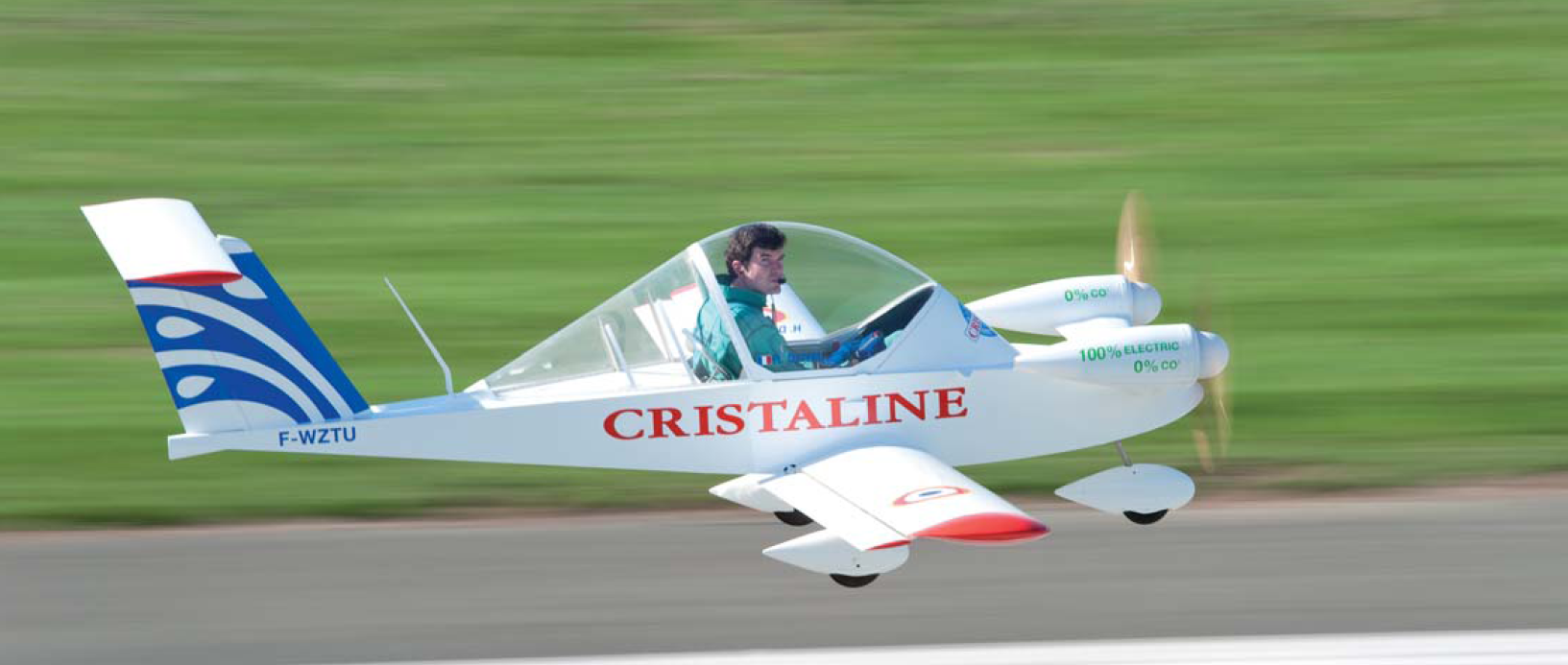
Eine Elektro-CriCri (seit 2010)

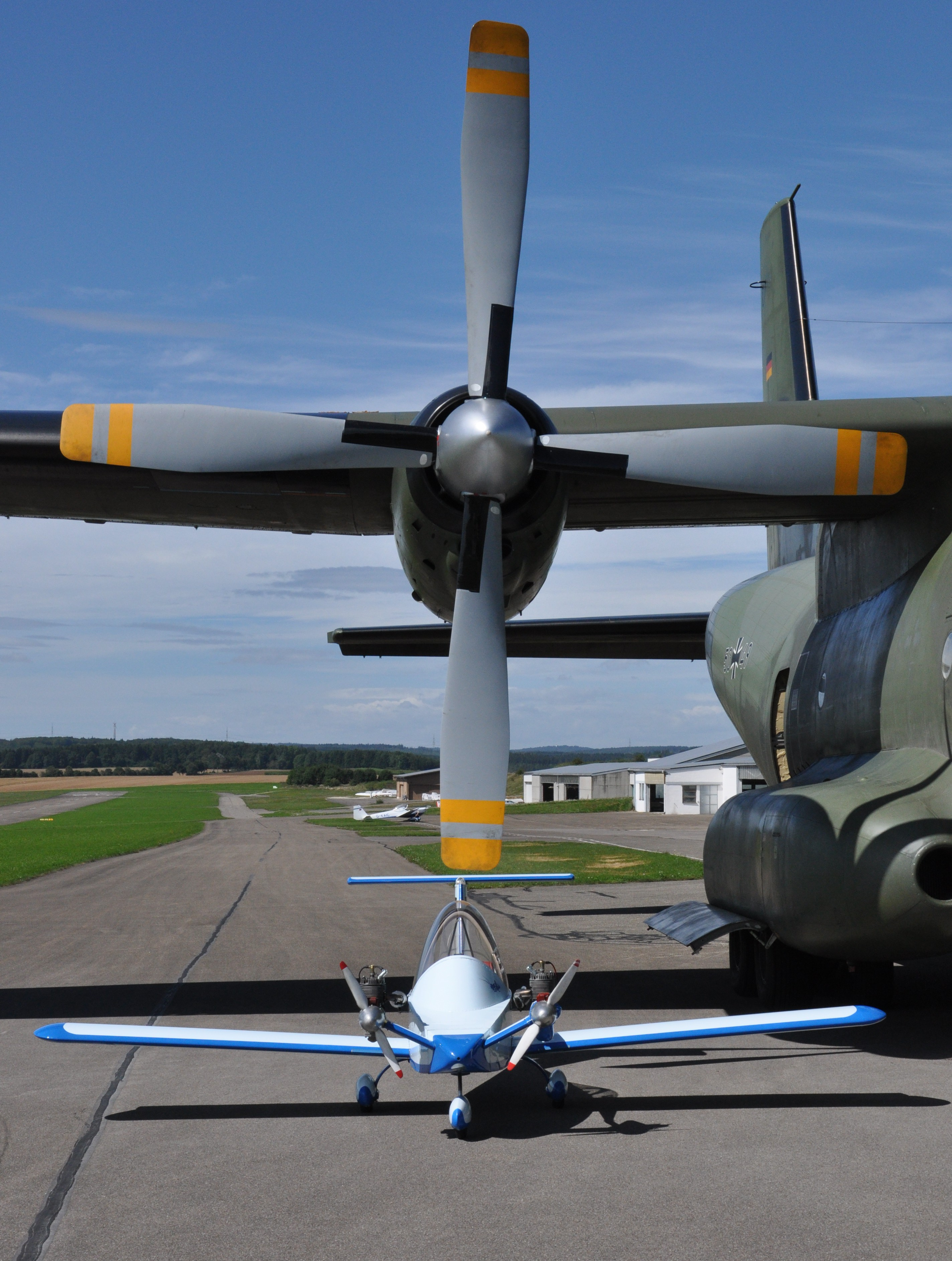
Eine CriCri unter der Tragfläche einer Transall C-160

Die CriCri (französisch Grille) ist das kleinste und günstigste zweimotorige Flugzeug der Welt. Trotz der geringen maximalen Abflugmasse von weniger als 200 kg handelt es sich bei der einsitzigen CriCri nicht um ein Ultraleichtflugzeug. Da es manntragend ist, handelt es sich auch nicht um ein Groß-Modellflugzeug. Die Konstruktion erfolgte in Anlehnung an die Zulassungsvorschrift FAR Part 23 (heute EASA-CS-23) und ist in Deutschland als zweimotorige Maschine mit weniger als 2000 kg Abflugmasse (D-GXXX) als Einzelstück in der beschränkten Sonderklasse zuzulassen.

## Entwicklung
In den 1960er-Jahren startete der Aerodynamik-Ingenieur Michel Colomban ein Forschungsprojekt. Er wollte ein kleines und ökonomisches Flugzeug bauen. Nach einer Reihe von Berechnungen kam Michel 1957 zu dem Ergebnis, dass das Flugzeug bei einem maximalen Abfluggewicht von 180 kg mit einer tragenden Fläche von 4 m² auskommen würde. Die Minimalkonstruktion sollte als Antrieb einen 15-kW-Motor erhalten. Jedoch konnte zu dieser Zeit noch nicht mit dem Bau begonnen werden. Erst zwölf Jahre später waren die Bedingungen für den Baubeginn günstig. Zwischenzeitlich wurden einige Änderungen am Originalprojekt vorgenommen:
- Statt Holz sollte Metall verwendet werden.
- Die tragende Fläche wurde auf 3,1 Quadratmeter reduziert.
- Zwei 7-kW-Kettensägen-Motoren des französischen Herstellers JPX ersetzten die noch nicht existierende 15-kW-Maschine. Die geteilte Leistung wirkte sich positiv auf die Propeller-Effizienz im schnellen Flug aus.
- Anstelle des Kreuzleitwerks sollte zum Schutz vor Hindernissen am Boden und zur Verbesserung der Aerodynamik ein T-Leitwerk angebracht werden.

Das Ergebnis war die MC-10. Aufgrund der vielen konstruktiven Neuerungen wurden langwierige Tests durchgeführt.

## Erstflug
Am 23. Juni 1973 hatte der Prototyp seinen Roll-Out in Guyancourt. Er hatte ein Leergewicht von nur 63 kg und war damit leichter als sein Erbauer. Am 19. Juli 1973 fand der Jungfernflug statt – ebenfalls in Guyancourt. Testpilot war Robert Buisson, ein ehemaliger Kampfflieger mit viel Flugerfahrung. Im selben Jahr wurde die MC-10 bei dem National Amateur Constructors Meeting in Montargis der Öffentlichkeit vorgestellt. Weitere Auftritte folgen 1974 und 1975.

## Versionen

### Verbrennungsmotor
Mit der MC-10 wurden unzählige Testflüge gemacht, deren Erkenntnisse man dazu nutzte, eine sicherere und zuverlässigere Version zu bauen. Nach fast zehn Jahren war die Nachfolgeversion MC-15 fertig.

### Elektroantrieb
Am 2. September 2010 absolvierte in Le Bourget eine sehr ruhige Elektroversion der CriCri (Kennzeichen „F-PRCQ“) ihren Erstflug. In zwei beidseits nahe der Rumpfspitze montierten Gondeln treiben vier bürstenlose Elektromotoren je einen Dreiblatt-Propeller an (gegenläufig, zwei Zug- und zwei Druckpropeller). Der Bau aus leichterem kohlenstofffaserverstärkten Kunststoff kompensiert das höhere Gewicht des Elektroantriebs bei 175 kg Abfluggewicht. Aus 26,8 kg wiegenden Lithium-Polymer-Akkus (100 V, 5 Ah) gespeist erreicht das Flugzeug für die Dauer von 30 Minuten eine Steigrate von 5,3 m/s oder 250 km/h Spitzen- und 110 km/h Reisegeschwindigkeit. Es erlaubt 15 Minuten Kunstflug. In Kooperation mit Aero Composites Saintonge und der Green Cri-Cri Association entwickelt dient das Modell der EADS (Innovation Works), um die Integration von Elektroantrieben in Flugzeuge zu erforschen und ein Hubschrauber-Hybridantriebskonzept zu fördern.
Am 9. Juli 2015 flog der französische Pilot Hugues Duval in einer Elektro-CriCri von Calais nach England und wieder zurück. Das war der erste Flug eines akkumulatorgetriebenen Elektroflugzeugs auf dieser historischen Route. Er kam damit einer von Airbus mit dem E-Fan für den 10. Juli 2015 geplanten Ärmelkanalquerung im Elektroflugzeug zuvor.

## Technische Daten
| Kenngröße             | MC-10                 | MC-12 Cricket         | MC-15                 |
| --------------------- | --------------------- | --------------------- | --------------------- |
| Besatzung             | 1                     | 1                     | 1                     |
| Spannweite            | 5,00 m                | 4,90 m                | 4,90 m                |
| Länge                 | 3,90 m                | 3,90 m                | 3,90 m                |
| Höhe                  | 1,50 m                | ? m                   | 1,20 m                |
| Flügelfläche          | 3,1 m²                | 3,1 m²                | 3,1 m²                |
| Flügelstreckung       | 8,0                   | 7,7                   | 7,7                   |
| Leermasse             | 63 kg                 | 75 kg                 | 78 kg                 |
| max. Startmasse       | 170 kg                | 170 kg                | 170 kg                |
| Reisegeschwindigkeit  | 170 km/h              | 185 km/h              | 185 km/h              |
| Höchstgeschwindigkeit | 200 km/h              | 210 km/h              | 210 km/h              |
| max. Lastvielfache    | +9/−4,5g              | +9/−4,5g              | +4,5/−2,5g            |
| Startstrecke          | 150 m                 | 120 m                 | 120 m                 |
| Steigleistung         | 3 m/s                 | 6 m/s                 | 6 m/s                 |
| Dienstgipfelhöhe      | ? m                   | ? m                   | 4500 m                |
| Reichweite            | 750 km                | 500 km                | 300 km                |
| Triebwerke            | 2 × 7 kW              | 2 × 11 kW             | 2 × 11 kW             |
| Propeller             | 2 × 2-Blatt-Propeller | 2 × 2-Blatt-Propeller | 2 × 2-Blatt-Propeller |

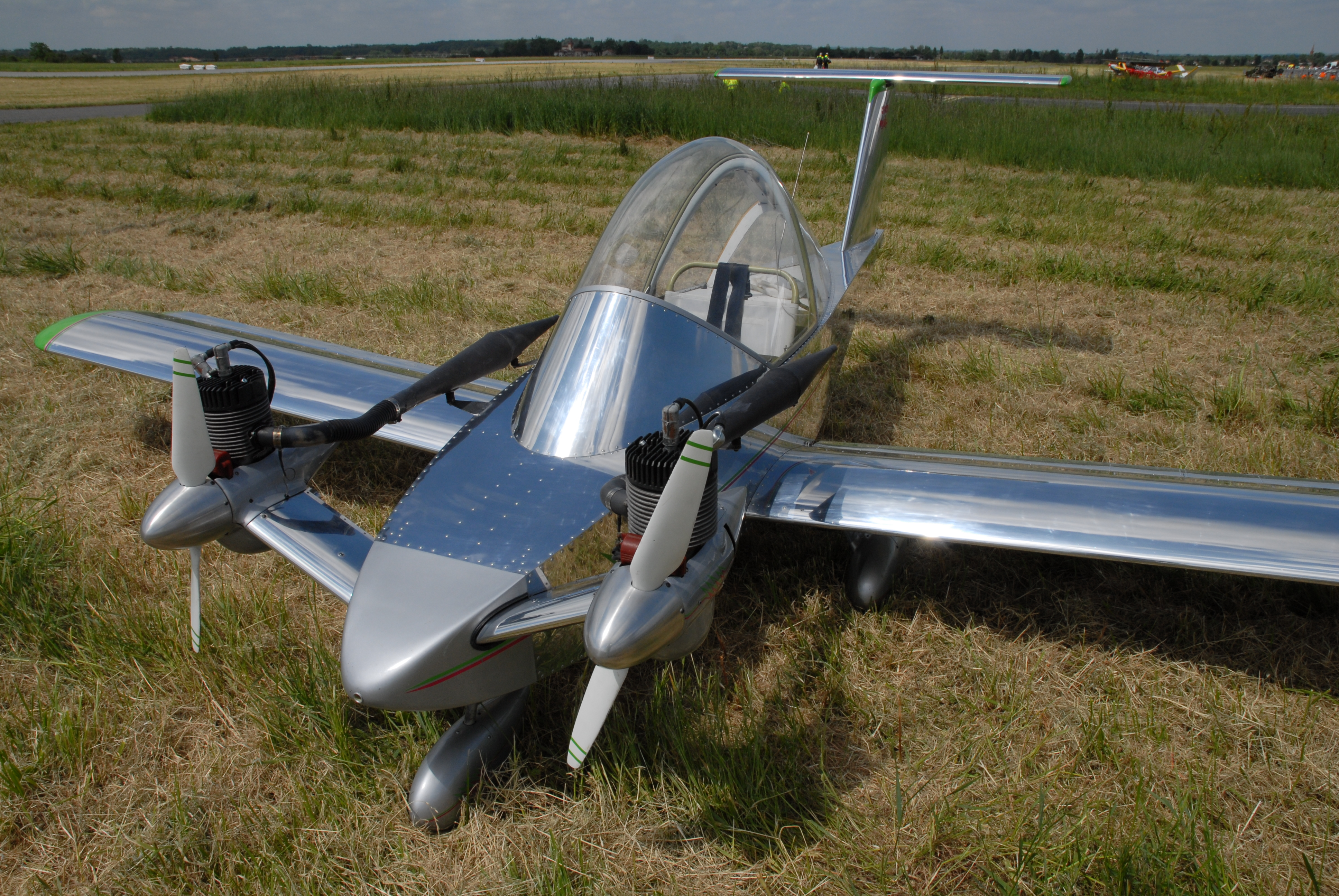
CriCri Colomban MC-15

Eine CriCri ist im Deutschen Museum in München ausgestellt.